# Тервюрен
Тервюрен (нід. Tervuren) — комуна у Бельгії у провінції Фламандський Брабант. Розташована на сході від столиці країни міста Брюссель. До складу комуни входять місто Тервюрен і кілька менших за розмірами населених пунктів. Населення комуни становить 22861 осіб (2021), площа 33,58 км².

## Географія
Майже половину території комуни, південну й західну його частини, займає східна ділянка Суаньського лісу.

## Населення
Населення комуни становить 22861 осіб. Офіційна мова — нідерландська.
- Джерело: NIS, Opm: З 1806 по 1981 рік дані подано за переписми населення; з 1990 і далі — дані на 1 січня